# Торгунский район
Торгунский райо́н — административно-территориальная единица в Автономной области немцев Повольжья, существовавшая в 1921—1922 годах.
Административный центр — село Ней-Галка.
Население Торгунского райо́на в 1922 г. (по данным Облстатуправления на 1 января):
| Населенный пункт | Число жителей |
| ---------------- | ------------- |
| Альт-Веймар      | 1 016         |
| Блюменфельд      | 1 979         |
| хут. Брот        | 339           |
| Водянка          | 1 084         |
| Кано             | 740           |
| Моргентау        | 1 636         |
| Ней-Веймар       | 1 893         |
| Ней-Галка        | 2 710         |
| хут. Ниденс      | 390           |
| Франкрейх        | 1 367         |
| Штрасбург        | 2 835         |
| ИТОГО по району  | 15 989        |

22 июня 1922 г. Торгунский район был преобразован в Палласовский кантон.